# Liste der Monuments historiques in Mécringes
Die Liste der Monuments historiques in Mécringes führt die Monuments historiques in der französischen Gemeinde Mécringes auf.

## Liste der Objekte
| Bezeichnung               | Beschreibung          | Standort                       | Kennzeichnung | Schutzstatus | Datum | Bild |
| ------------------------- | --------------------- | ------------------------------ | ------------- | ------------ | ----- | ---- |
| Zwei Engelsskulpturen (1) | Holz, 18. Jahrhundert | in der Kirche St-Fiacre (Lage) | PM51003304    | Inscrit      | 1991  |      |
| Zwei Engelsskulpturen (2) | Holz, 18. Jahrhundert | in der Kirche St-Fiacre (Lage) | PM51003305    | Inscrit      | 1991  |      |
| Kruzifix                  | Holz, 18. Jahrhundert | in der Kirche St-Fiacre (Lage) | PM51003306    | Inscrit      | 1991  |      |